# Quỹ Clinton
Quỹ Clinton (được thành lập năm 1997 với tên   Quỹ William J. Clinton   và từ 2013 đến 2015 đổi tên ngắn gọn thành  Quỹ Bill, Hillary & Chelsea Clinton)   là một tổ chức phi lợi nhuận theo mục 501 (c) (3) của mã số thuế Hoa Kỳ. Nó được thành lập bởi cựu Tổng thống Hoa Kỳ Bill Clinton với sứ mệnh đã nêu là "tăng cường năng lực của người dân ở Hoa Kỳ và trên toàn thế giới để đáp ứng những thách thức của sự phụ thuộc lẫn nhau trên toàn cầu."  Văn phòng của nó được đặt tại  New York City và Little Rock, Arkansas.
Trong năm 2016, tổ chức này đã huy động được khoảng 2 tỷ đô la từ các tập đoàn Hoa Kỳ, chính phủ và tập đoàn nước ngoài, các nhà tài trợ chính trị, và các nhóm và cá nhân khác. Việc chấp nhận tiền từ các nhà tài trợ giàu có là một nguồn gây tranh cãi. Nền tảng "đã giành được nhiều giải thưởng từ các chuyên gia từ thiện và đã thu hút được sự ủng hộ của lưỡng đảng".  Các khoản tài trợ từ thiện không phải là một trọng tâm chính của Quỹ Clinton, mà thay vào đó sử dụng phần lớn số tiền của mình để thực hiện các chương trình nhân đạo của riêng mình.
Nền tảng này là một tổ chức công cộng mà bất cứ ai cũng có thể quyên góp và khác biệt với Quỹ Gia đình Clinton, một tổ chức tư nhân cho hoạt động từ thiện của gia đình bà Clinton.
Theo trang web của Quỹ Clinton, cả Bill Clinton và con gái ông, Chelsea Clinton (cả hai đều là thành viên của hội đồng quản trị), rút bất kỳ mức lương nào hoặc nhận bất kỳ thu nhập nào từ Quỹ. Khi Hillary Clinton là thành viên hội đồng quản trị, bà cũng không nhận được thu nhập từ Quỹ.

## Lịch sử

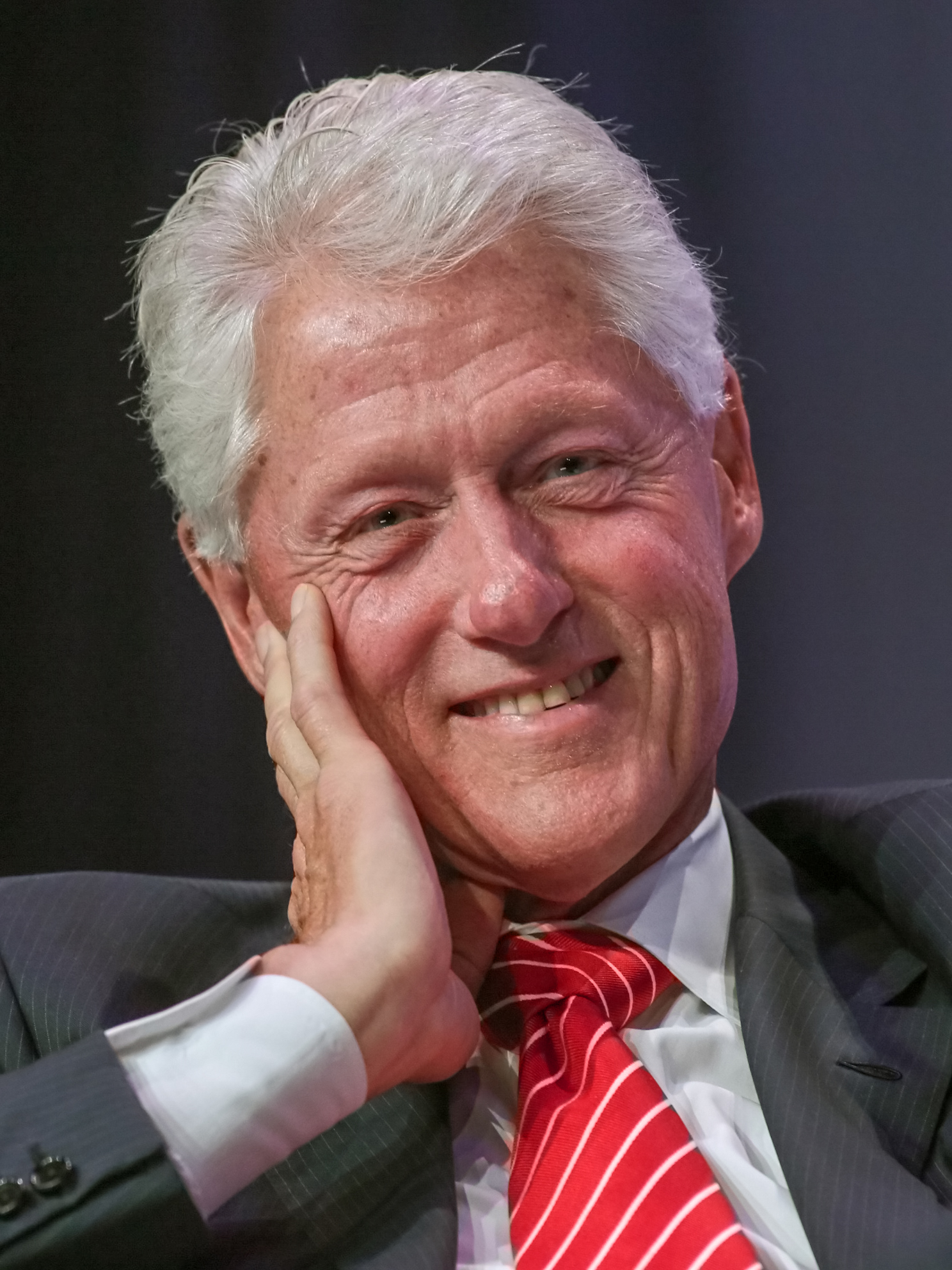
Cựu Tổng thống Hoa Kỳ Bill Clinton

Nguồn gốc của quỹ nguồn gốc của nền tảng bắt đầu từ năm 1997, khi đó, tổng thống Bill Clinton khi đó tập trung chủ yếu vào việc gây quỹ cho Trung tâm Tổng thống tương lai của bà Clinton ở Little Rock, Arkansas. Ông thành lập Quỹ William J. Clinton vào năm 2001 sau khi hoàn thành nhiệm kỳ tổng thống.  Cố vấn lâu năm của bà Bruce Lindsey trở thành CEO vào năm 2004. Sau đó, Lindsey chuyển từ làm CEO sang làm chủ tịch, phần lớn là vì lý do sức khỏe.  Những cộng sự khác của Clinton, người đóng vai trò quan trọng ban đầu bao gồm Doug Band và Ira Magaziner. Các cộng sự của bà Clinton, những người đã có các vị trí cao cấp trong quỹ này bao gồm John Podesta và Laura Graham.
Thành công của nền tảng được thúc đẩy bởi danh tiếng trên toàn thế giới của Bill Clinton và khả năng của ông để tập hợp các giám đốc điều hành công ty, người nổi tiếng và các quan chức chính phủ. Tương tự, các lĩnh vực nền tảng của sự tham gia thường tương ứng với bất cứ điều gì Bill đột nhiên cảm thấy hứng thú.
Trước khi được Barack Obama đề cử Hillary Clinton làm Ngoại trưởng Hoa Kỳ, Bill Clinton đã đồng ý chấp nhận một số điều kiện và hạn chế liên quan đến các hoạt động đang diễn ra và nỗ lực gây quỹ của ông cho Trung tâm Tổng thống Clinton và Sáng kiến Toàn cầu của Tổng thống Clinton.  Theo đó, một danh sách các nhà tài trợ đã được phát hành vào tháng 12 năm 2008.
Đến năm 2011, Chelsea Clinton đã đóng một vai trò thống trị trong nền tảng và có một ghế trong hội đồng quản trị của nó. Để quyên tiền cho Quỹ, cô đã có những bài phát biểu được trả tiền, chẳng hạn như địa chỉ 65.000 đô la 2014 của cô tại Đại học Missouri ở Thành phố Kansas để mở Hội trường Danh vọng Starr Women's.
Năm 2013, Hillary Clinton tham gia quỹ này sau nhiệm kỳ của bà với tư cách là Ngoại trưởng. Cô dự định tập trung công việc của mình vào các vấn đề liên quan đến phụ nữ và trẻ em, cũng như phát triển kinh tế.  Theo đó, tại thời điểm đó, nó được đổi tên thành "Quỹ Bill, Hillary & Chelsea Clinton". Sự chú ý đặc biệt đã được dành cho nền tảng do cuộc bầu cử tổng thống Hoa Kỳ năm 2016.
Vào tháng 7 năm 2013, Eric Braverman được bổ nhiệm làm CEO của quỹ. Ông là một người bạn và đồng nghiệp cũ của Chelsea Clinton từ McKinsey & Company. Đồng thời, Chelsea Clinton được bầu làm phó chủ tịch hội đồng quản trị của quỹ. Quỹ này cũng đang trong quá trình di chuyển lên hai tầng của Time-Life Building ở Midtown Manhattan.
Chelsea Clinton đã chuyển tổ chức này sang một đánh giá bên ngoài, được thực hiện bởi công ty Simpson Thacher & Bartlett. Kết luận của nó đã được công bố vào giữa năm 2013. [12] Trọng tâm chính là xác định làm thế nào nền tảng có thể đạt được chỗ đứng tài chính vững chắc, không phụ thuộc vào khả năng gây quỹ của cựu tổng thống, làm thế nào nó có thể hoạt động giống như một thực thể lâu dài hơn là một tổ chức khởi nghiệp, và do đó làm thế nào nó có thể tồn tại và thịnh vượng ngoài cuộc đời của Bill Clinton. [11] [12] Dennis Cheng, cựu quan chức chiến dịch Hillary Clinton và phó giám đốc Bộ Ngoại giao, được chỉ định giám sát một khoản tài trợ trị giá 250 triệu đô la. [11] Đánh giá cũng cho thấy việc quản lý và cấu trúc nền tảng cần cải thiện, bao gồm cả việc tăng quy mô của ban giám đốc có liên quan trực tiếp hơn đến hoạt động lập kế hoạch và ngân sách. [12] Ngoài ra, đánh giá nói rằng tất cả nhân viên cần phải hiểu xung đột chính sách lợi ích của nền tảng và báo cáo chi phí cần một quy trình đánh giá chính thức hơn. [12]
Vào tháng 1 năm 2015, Braverman tuyên bố từ chức. Politico quy kết hành động này là "một phần từ cuộc đấu tranh quyền lực bên trong nền tảng giữa và giữa phe đảng của những người trung thành với bà Clinton đã bao vây cựu tổng thống trong nhiều thập kỷ và người đã giúp bắt đầu và điều hành quỹ." 
Vào ngày 18 tháng 2 năm 2015, The Washington Post đã báo cáo rằng, "tổ chức này đã giành được nhiều giải thưởng từ các chuyên gia từ thiện và đã thu hút được sự ủng hộ của lưỡng đảng, với các thành viên của chính quyền George W. Bush thường tham gia các chương trình của mình."  Vào tháng 3 năm 2015, cựu Bộ trưởng Bộ Y tế và Dịch vụ Nhân sinh trong chính quyền của Tổng thống Clinton, Donna Shalala, đã được chọn để điều hành Quỹ Clinton. Bà đã rời đi vào tháng 4 năm 2017.
Vào tháng 8 năm 2016, ban biên tập của Boston Globe đã đề nghị Quỹ Clinton ngừng nhận đóng góp. Ban biên tập của tờ Globe đã khen ngợi công việc của tổ chức này nhưng nói thêm rằng "miễn là một trong hai Clintons ở trong văn phòng công cộng, hoặc tích cực tìm kiếm nó, họ cũng không nên điều hành một tổ chức từ thiện" bởi vì nó thể hiện sự xung đột lợi ích và chính trị mất tập trung.
Năm 2016, Reuters đưa tin rằng Quỹ Clinton nghi ngờ rằng đó là mục tiêu của vi phạm an ninh mạng. Do hậu quả của sự vi phạm an ninh mạng bị nghi ngờ, các quan chức của Quỹ Clinton đã giữ lại một công ty bảo mật, FireEye, để đánh giá các hệ thống dữ liệu của mình. Vi phạm an ninh mạng đã được mô tả là chia sẻ những điểm tương đồng với các cuộc tấn công mạng nhắm vào các tổ chức khác, chẳng hạn như Ủy ban Quốc gia Dân chủ.
Vào tháng 10 năm 2016, Tạp chí Phố Wall đã báo cáo rằng bốn văn phòng của FBI tại khu vực New York, Los Angeles, Washington và Little Rock đã thu thập thông tin về Quỹ Clinton để xác định xem "có bằng chứng về tội phạm tài chính hoặc bán lẻ ảnh hưởng". Trong một cuộc điều tra riêng được báo cáo, văn phòng hiện trường ở Washington đã điều tra Terry McAuliffe trước khi ông trở thành thành viên hội đồng quản trị của Quỹ Clinton.
CNN đã báo cáo vào tháng 1 năm 2018 rằng FBI đang điều tra các cáo buộc tham nhũng tại Quỹ Clinton ở Arkansas. Các nguồn tin nói rằng các công tố viên liên bang đang kiểm tra xem liệu các nhà tài trợ nền tảng có được hứa hẹn ủng hộ chính sách không đúng cách hoặc tiếp cận đặc biệt với Hillary Clinton trong nhiệm kỳ làm thư ký của mình để đổi lấy các khoản đóng góp, và liệu các quỹ được miễn thuế có bị lạm dụng bởi lãnh đạo của quỹ hay không.